# Pekka-Eric Auvinen
Pekka-Eric Auvinen, född 4 juni 1989, död 7 november 2007, var den 18-årige finska skolelev som den 7 november 2007 iscensatte skottdramat på Jokelaskolan i Tusby kommun, Finland och därefter begick självmord.
Han lade före dådet ut texter och filmer av sig själv på Youtube. Under pseudonymerna "sturmgeist89" och "naturalselector89" (som senare spärrades) skrev Auvinen att han trodde på naturligt urval/socialdarwinism och på bilder bar han en t-shirt med texten Humanity is overrated ("mänskligheten är överskattad" eller "mänsklighet är överskattat"). Han uppges i dessa avseenden ha inspirerats av den finske filosofen Pentti Linkola, vars åsikter har betecknats "ekofascism". Kontakten med Linkolas idéer antas ha kommit från Auvinens föräldrar, då hans mor är miljöaktivist och lokalpolitiker i Gröna förbundet.
Auvinen har i chattforum på nätet skrivit om sitt hat mot samhället och om hur samhället har valt en "fel stig". Han beskrev sig som en ”moralisk övermänniska” som är termer ifrån filosofen Nietzsche (übermensch) i ägo av mästarmoralen i opposition till majoriteten av dagens människor som är "undermänniskor" (untermensch) och bär på slavmoralen och lade ut en 19 punkter lång lista med saker han sade sig avsky och ansåg var oorganiska och felaktiga.
I ett manifest, Den naturliga urväljarens manifest, som han lade ut på internet skrev han: ”Förhoppningsvis inspirerar mitt dåd alla världens intelligenta individer till något slags världsomfattande krig och revolution mot rådande system // Jag är beredd att dö för min sak.” Auvinen kan ha använt en internetsida som tillhört amerikanen Dillon Cossey. Cossey greps i oktober 2007, misstänkt för att ha planerat en skolmassaker i stil med Columbinemassakern i Colorado.
Vid skottdramat avled åtta människor av Auvinens skott. Han sköt sig själv i huvudet efter massakern och togs emot på sjukhuset klockan 14.45. Han skadades svårt och avled på Tölö sjukhus under kvällen.